# Octaviano Ambrosio Larrazolo

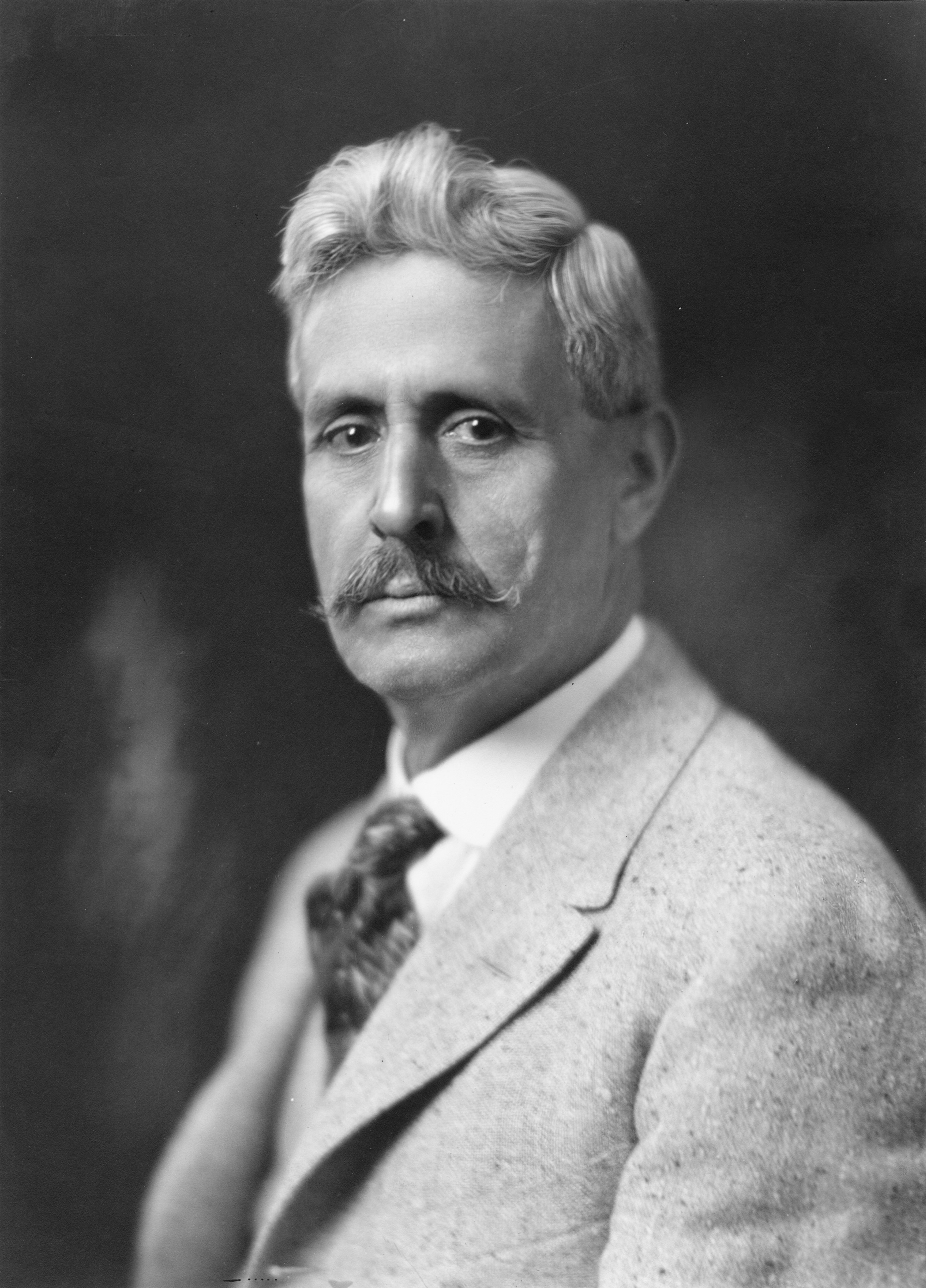
Octaviano Ambrosio Larrazolo

Octaviano Ambrosio Larrazolo (* 7. Dezember 1859 in Chihuahua, Mexiko; † 7. April 1930 in Albuquerque, New Mexico) war ein US-amerikanischer Jurist und Politiker. Von 1919 bis 1921 amtierte er als Gouverneur des Bundesstaates New Mexico.

## Frühe Jahre
Larrazolo war ein sehr religiöser Mann. Im Jahr 1870 zog er als Protegé des Bischofs von Arizona nach Tucson. Dann besuchte er in Santa Fe das St. Michaels College, wo er Theologie studierte. In den Jahren 1875 und 1876 war er als Lehrer in Tucson im El Paso County in Texas tätig. Außerdem war er Protokollführer an einigen Gerichten in dieser Region. Nach einem anschließenden Jurastudium wurde er im Jahr 1888 als Rechtsanwalt zugelassen.
Zwischen 1890 und 1894 war er Bezirksstaatsanwalt im westlichen Distrikt von Texas. Im Jahr 1895 zog er nach Las Vegas im New-Mexico-Territorium. Dort war er als Rechtsanwalt tätig.

## Politische Laufbahn
Larrazolo war ursprünglich Mitglied der Demokratischen Partei. In den Jahren 1890, 1900 und 1908 bewarb er sich erfolglos um einen Sitz im US-Kongress. Im Jahr 1911 trat er zu den Republikanern über. Seine neue Partei nominierte ihn im Jahr 1918 als Kandidaten für die Gouverneurswahlen. Nach der erfolgreichen Wahl trat Larrazolo sein Amt am 1. Januar 1919 an. In seiner zweijährigen Amtszeit wurden eine Steuerreform durchgeführt und ein Gesundheitsausschuss ins Leben gerufen. Larrazolo setzte sich auch für die Bevölkerung lateinamerikanischer Herkunft in seinem Staat ein.
Auch nach dem Ende seiner Gouverneurszeit blieb Larrazolo politisch aktiv. Zwischen 1927 und 1928 war er Abgeordneter im Repräsentantenhaus von New Mexico und von 1928 bis 1929 war er Mitglied des US-Senats in Washington. Aus gesundheitlichen Gründen verzichtete er auf eine Wiederwahl in diese Parlamentskammer. Octaviano Larrazolo starb am 7. April 1930. Er war zweimal verheiratet und hatte insgesamt sieben Kinder.